# Montgomery Clift
Montgomery Clift (født 17. oktober 1920, død 23. juli 1966) var en amerikansk filmskuespiller, som var kendt for sin følsomme spillestil og karakterroller.
Allerede for sin første film, Et barn eftersøges (originaltitel The Search) (1948), blev han nomineret til en Oscar for bedste hovedrolle. Det gentog sig med En plads i solen (1951), Herfra til evigheden (1953) og Dommen i Nürnberg (1962), sidstnævnte dog for en birolle.

## Eksterne links
- Wikimedia Commons har flere filer relateret til Montgomery Clift
- Montgomery Clift på Internet Movie Database (engelsk)
- Montgomery Clift på Filmdatabasen
- Montgomery Clift på Svensk Filmdatabas (svensk)
- Montgomery Clift på AlloCiné (fransk)
- Montgomery Clift på AllMovie (engelsk)
- Montgomery Clift på Turner Classic Movies (engelsk)
- Montgomery Clift på Rotten Tomatoes (engelsk)
- Montgomery Clift på The Movie Database (engelsk)
- Montgomery Clift på Internet Broadway Database (engelsk)
- Montgomery Clift på Encyclopædia Britannica Online (engelsk)